# Праду (Баия)
Праду (порт. Prado) — муниципалитет в Бразилии, входит в штат Баия. Составная часть мезорегиона Юг штата Баия. Входит в экономико-статистический микрорегион Порту-Сегуру. Население составляет 29 317 человек на 2006 год. Занимает площадь 1664,536 км². Плотность населения — 17,6 чел./км².
Праздник города — 2 августа.

## История
Город основан в 1896 году.

## Статистика
- Валовой внутренний продукт на 2003 год составляет 152 601 264,00 реала (данные: Бразильский институт географии и статистики).
- Валовой внутренний продукт на душу населения на 2003 год составляет 5445,77 реалов (данные: Бразильский институт географии и статистики).
- Индекс развития человеческого потенциала на 2000 год составляет 0,665 (данные: Программа развития ООН).